# Amnicola cora
Amnicola cora là một loài ốc nước ngọt rất nhỏ có nắp, là động vật thân mềm chân bụng thuộc phân lớp mang trước sống dưới nước trong họ Amnicolidae theo hệ thống phân loại lớp Chân bụng (Bouchet & Rocroi, 2005).
Đây là loài đặc hữu của Hoa Kỳ. Môi trường sống tự nhiên của nó là các con sông. Nó bị đe dọa do mất nơi sống.